# Natalie Schafer
Natalie Schafer (New Jersey, 5 novembre 1900 – Beverly Hills, 10 aprile 1991) è stata un'attrice statunitense.
Ha recitato in svariate produzioni cinematografiche e televisive, anche se è nota al grande pubblico per aver interpretato la parte di Mrs. Howell nella serie televisiva L'isola di Gilligan.

## Filmografia parziale

### Cinema
- La grande fiamma (Reunion in France), regia di Jules Dassin (1942)
- Il matrimonio è un affare privato (Marriage is a Private Affair), regia di Robert Z. Leonard (1944)
- L'uomo meraviglia (Wonder Man), regia di H. Bruce Humberstone (1945)
- Orchidea bianca (The Other Love), regia di André De Toth (1947)
- Disonorata (Dishonored Lady), regia di Robert Stevenson (1947)
- Dimmi addio (Repeat Performance), regia di Alfred L. Werker (1947)
- Dietro la porta chiusa (Secret Beyond the Door), regia di Fritz Lang (1947)
- I giorni della vita (The Time of Your Life), regia di Henry C. Potter (1948)
- La fossa dei serpenti (The Snake Pit), regia di Anatole Litvak (1948)
- Presi nella morsa (Caught), regia di Max Ophüls (1949)
- L'ambiziosa (Payment on demand), regia di Curtis Bernhardt (1951)
- L'avventuriera (The Law and the Lady), regia di Edwin H. Knopf (1951)
- Callaway Went Thataway, regia di Melvin Frank e Norman Panama (1951)
- La grande notte di Casanova (Casanova's Big Night), regia di Norman Z. McLeod (1954)
- Delitto sulla spiaggia (Female on the Beach), regia di Joseph Pevney (1955)
- Anastasia, regia di Anatole Litvak (1956)
- Le donne hanno sempre ragione (Oh, Men! Oh, Women!), regia di Nunnally Johnson (1957)
- Il sentiero degli amanti (Back Street), regia di David Miller (1961)
- Qualcosa che scotta (Susan Slade), regia di Delmer Daves (1961)
- La signora a 40 carati (40 Carats), regia di Milton Katselas (1973)
- Il giorno della locusta (The Day of the Locust), regia di John Schlesinger (1975)
- Vestito che uccide (I'm Dangerous Tonight), regia di Tobe Hooper (1990)

### Televisione
- Topper – serie TV, episodio 1x15 (1954)
- Climax! – serie TV, episodio 1x17 (1955)
- The Kaiser Aluminum Hour – serie TV, episodio 1x13 (1957)
- Thriller – serie TV, episodio 1x37 (1961)
- Indirizzo permanente (77 Sunset Strip) – serie TV, episodio 4x36 (1962)
- L'isola di Gilligan (Gilligan's Island) – serie TV, 99 episodi (1964-1967)
- ABC Stage 67 – serie TV, episodio 1x07 (1966)
- L'isola delle mille avventure (The New Adventures of Gilligan) (1974-1977) – voce
- Tre cuori in affitto (Three's Company) – serie TV, episodio 2x19 (1978)
- Il pianeta delle mille avventure (Gilligan's Planet) (1982-1983) – voce

## Doppiatrici italiane
- Franca Dominici in Dietro la porta chiusa, Anastasia
- Giusi Raspani Dandolo ne La grande fiamma
- Lydia Simoneschi ne L'uomo meraviglia
- Zoe Incrocci ne L'avventuriera
- Wanda Tettoni in Delitto sulla spiaggia
- Isa Bellini ne La signora a 40 carati